# オ・ジョンヨン
オ・ジョンヨン（ハングル表記：오정연、1983年 - ）は、大韓民国の韓国放送公社 (KBS) に所属したアナウンサー。2004年にソウル大学校の体育教育学科を卒業した。清州MBCの公開採用でアナウンサーとして採用され、2004年から2005年まで在局した。2006年にKBSの第32期公開採用でアナウンサーとして採用され入局した。『挑戦! ゴールデンベル』など多くの番組で司会進行を務めた。2015年にKBSを退局した。その後、SM C＆Cと専属契約を締結し、さまざまな番組で活躍した。なお、2020年に専属契約が終了している。2020年にtvNの芸能番組『나는 살아있다』（仮訳：私は生きている）で災難状況に立ち向かう戦士役の一人として出演した。